# Gary Sutton
Pour les articles homonymes, voir Sutton.
Gary Sutton (né le 27 mars 1955 à Sydney) est un coureur cycliste et entraineur australien, professionnel de 1982 à 1991. 

## Biographie
Spécialisé dans la piste, il a remporté quatre médailles aux Jeux du Commonwealth de 1974 et de 1978, a été champion du monde de la course aux points en 1980 chez les amateurs et est monté quatre fois sur le podium de cette discipline aux championnats du monde professionnels. Il a également connu plusieurs succès sur route, dont le Herald Sun Tour en 1984. Il a participé aux Jeux olympiques d'été de 1976 et de 1980.
Son frère Shane Sutton a été coureur à la même époque. Ensemble, ils ont remporté la médaillé d'or de la poursuite par équipes aux Jeux du Commonwealth de 1978 et les Six jours de Melbourne. Gary Sutton est également le père de Christopher Sutton, coureur professionnel de 2006 à 2015.
Lors des Jeux olympiques d'été de 2008 à Pékin, il est associé à Hugh Porter en tant que commentateurs sur la BBC pour les épreuves cyclistes.
Après avoir pris sa retraite de la compétition, Sutton est devenu entraîneur, passant 26 ans en tant qu'entraîneur national au sein de la Fédération australienne. En mai 2017, il est annoncé que son contrat au poste d'entraîneur de l'endurance féminine n'est pas renouvelé. En août de la même année, USA Cycling annonce que Sutton est recruté comme entraîneur en chef sur piste de l'endurance. Il quitte son poste en octobre 2024, à 69 ans et retourne vivre en Australie.

## Palmarès sur route
- 1974
  - Tour de la Nouvelle-Calédonie
- 1975
  -  Champion d'Australie sur route amateurs
- 1981
  - 2e du Tour de Suisse orientale
- 1982
  - Goulburn to Liveroool Classic
- 1983
  - Canberra Tour
- 1984
  - 3e étape de la Great Yorkshire Classic
  - Herald Sun Tour :
    - Classement général
    - 3e, 6e, 9e et 18e étapes
- 1985
  - Canberra Tour
  - White Rose Grand Prix Two Day
- 1990
  - 10e étape du Herald Sun Tour
- 1991
  - Keith Esson Memorial

## Palmarès sur piste

### Championnats du monde
- Besançon 1980
  -  Champion du monde de course aux points amateurs
- Leicester 1982
  -  Médaillé d'argent de la course aux points
- Zurich 1983
  -  Médaillé de bronze de la course aux points
- Barcelone 1984
  -  Médaillé d'argent de la course aux points
- Lyon 1989
  -  Médaillé d'argent de la course aux points

### Jeux du Commonwealth
- 1974
  -  Médaillé d'argent de la poursuite par équipes (avec Garry Reardon, Kevin Nichols et Murray Hall)
  -  Médaillé de bronze de la poursuite
- 1978
  -  Médaillé d'or de la poursuite par équipes (avec Colin Fitzgerald, Kevin Nichols et Shane Sutton)
  -  Médaillé de bronze du scratch

### Six jours
- Six Jours de Melbourne : 1983 (avec Shane Sutton)

### Championnats nationaux
- Champion d'Australie de poursuite amateurs de 1974 à 1979 et en 1981
- Champion d'Australie de l'américaine en 1991 (avec Brett Dutton)